# Mieczysław Wojczak
Mieczysław Jan Wojczak, né le 23 janvier 1951 à Chorzów, est un ancien handballeur et entraîneur polonais. Évoluant au poste de gardien de but, il a remporté la médaille de bronze avec la Pologne aux Jeux olympiques de 1976.

## Biographie
Né le 23 janvier 1951 à Chorzów, Mieczysław Wojczak intègre le club local du MKS Chorzów à l'âge de 15 ans, au poste de gardien de but.
Mieczysław joua pour le MKS Chorzów pendant trois saisons avant d'intégrer l'AZS Katowice où il fut repéré par le sélectionneur national de l'époque, Janusz Czerwiński.
En effet Mieczysław débuta en sélection polonaise en 1970 où avec Les Gladiateurs, il réussit à décrocher la médaille de bronze aux Jeux olympiques de 1976 de Montréal au Canada.
Entre-temps, Mieczysław change de club en 1972 pour intégrer les rangs du Pogoni Zabrze, avec lequel il évolua jusqu'en 1980, soit jusqu'à l'âge de 29 ans.
Il met fin à sa carrière internationale cette même année, une carrière où il fut repris 149 fois entre 1970 et 1980.
Après une saison sans club, Mieczysław décida d'évoluer en Belgique et plus particulièrement au club de l'Initia HC Hasselt où évoluant toujours en tant que gardien de but, il devient entraîneur de cette même formation à l'issue de la saison 1982/1983 et il assura donc le poste de joueur-entraîneur.
Et cela fonctionnera plutôt bien puisque l'Initia HC Hasselt remporta ses tout premiers titres nationaux, Mieczysław quitta Hasselt en 1980, avec ce club Mieczysław remporta en tous 3 titres de Champion de Belgique, une Coupe de Belgique ainsi qu'une mémorable campagne européenne où le club belge arriva jusqu'en quart de finale de la Coupe IHF.
Ainsi Mieczysław quitta l'Initia HC Hasselt pour rejoindre le Sporting Neerpelt.

## Palmarès en équipe de Pologne
Jeux olympiques
- Médaille de bronze aux Jeux olympiques de 1976 de Montréal au  Canada
- 7e place aux Jeux olympiques de 1980 de Moscou au  Union soviétique

## Distinctions
Meilleur handballeur de l'année URBH
- 1984